# Luigi Cagnola

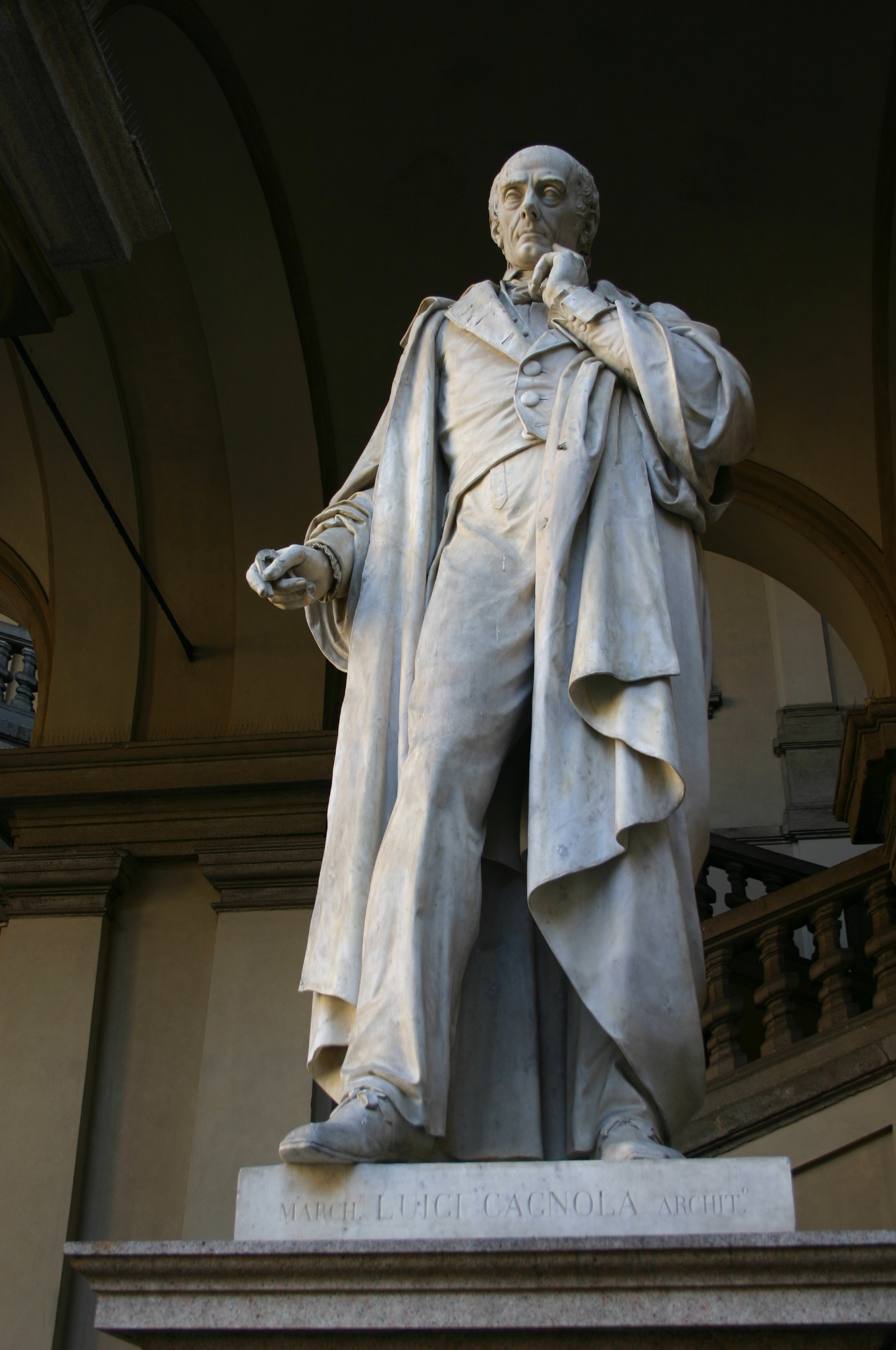
Statue Luigi Cagnolas am Palazzo di Brera, Mailand, von Benedetto Cacciatori (1849)

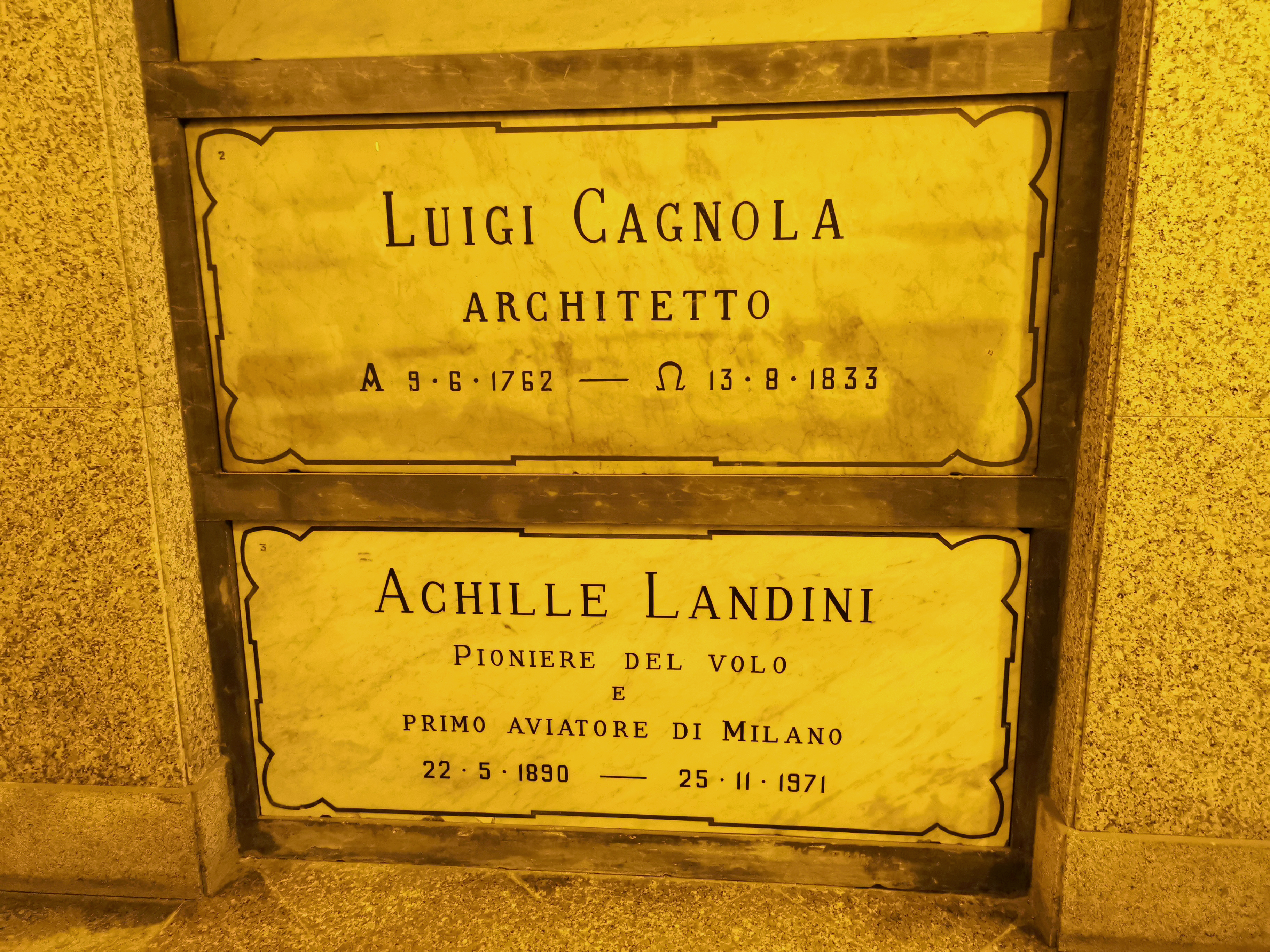
Grab im Cimitero Monumentale Mailand

Marchese Luigi Cagnola (* 9. Juni 1762 in Mailand; † 14. August 1833 in Inverigo) war ein italienischer Architekt.

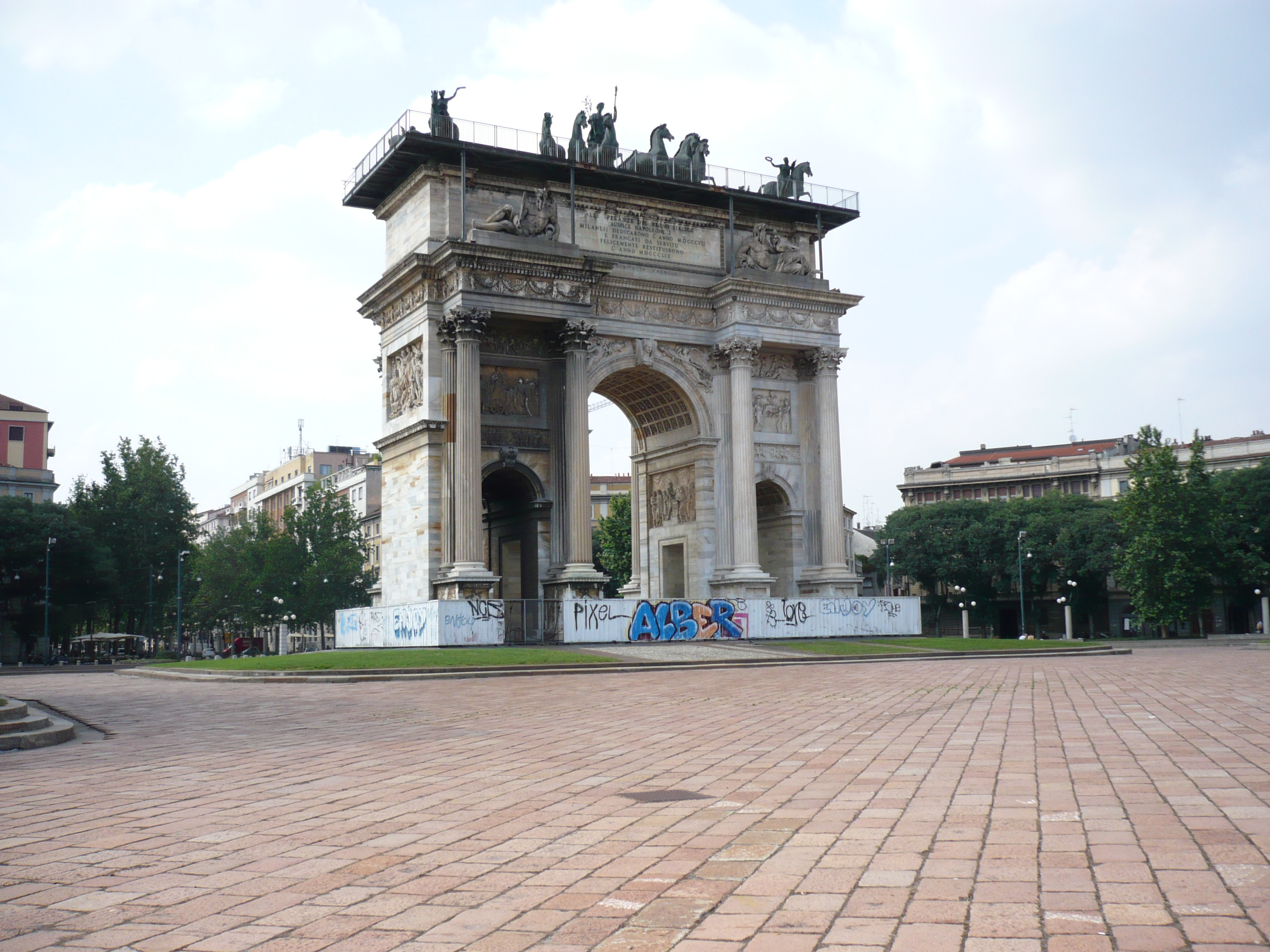
Arco della Pace, Mailand

Cagnola besuchte das Clementinenkolleg in Rom und die Universität Pavia. Eigentlich war er für den juristischen Beruf bestimmt und arbeitete zunächst für die österreichische Verwaltung in Mailand, entschied sich aber letztlich für die Architektur. Sein Projekt für die Porta orientale (später Porta Venezia) in Mailand wurde gelobt, aber aus Kostengründen nicht verwirklicht. Cagnolas provisorischer hölzerner Triumphbogen anlässlich der Hochzeit von Eugène Beauharnais mit Prinzessin Auguste Amalia von Bayern 1806 fand so viel Anklang, dass beschlossen wurde, ihn in Marmor auszuführen. Daraus resultiert der heutige Arco della Pace. Cagnola gestaltete auch die Mailänder Porta Ticinese, zur napoleonischen Zeit Porta di Marengo genannt, und den Campanile von Urgnano.